# Miguel Catalán
Pour les articles homonymes, voir Catalan (homonymie).
Miguel Catalán, né à Saragosse le 9 octobre 1894 et mort à Madrid le 11 novembre 1957, est un physicien, chercheur et universitaire espagnol.

## Biographie
Né à Saragosse, il obtient le diplôme de chimiste à l'université de Saragosse et poursuit sa thèse à Madrid en 1917 sur le manganèse.
Il est l'époux de la pédagogue Jimena Menéndez-Pidal, fille de l'universitaire basque María Goyri et de l'intellectuel espagnol Ramón Menéndez Pidal.
Il est l'auteur de plus de 70 articles scientifiques. Il reçoit en 1926 le prix de l'Académie royale des sciences exactes, physiques et naturelles. 

## Postérité
- Le cratère de la lune Catalán, cratère d'impact situé sur la face visible de la Lune à proximité du limbe sud-ouest, à l'ouest du cratère Baade, est nommé en son honneur[3].
- Le prix de recherche Miguel Catalán de la Communauté de Madrid porte son nom[4].
- La fondation Ramón Menéndez Pidal, à Madrid, héberge ses archives au sein du fonds Miguel Catalán.